# Canino (Viterbo)
Canino es una localidad italiana situada en la provincia de Viterbo, región de Lazio. Tiene una población estimada, a fines de mayo de 2022, de 5051 habitantes.

## Evolución demográfica
| Gráfica de evolución demográfica de Canino entre 1861 y 2022 |
|                                                              |
| Fuente: ISTAT - Elaboración gráfica por parte de Wikipedia   |